# Hermann Geiger (Pilot)

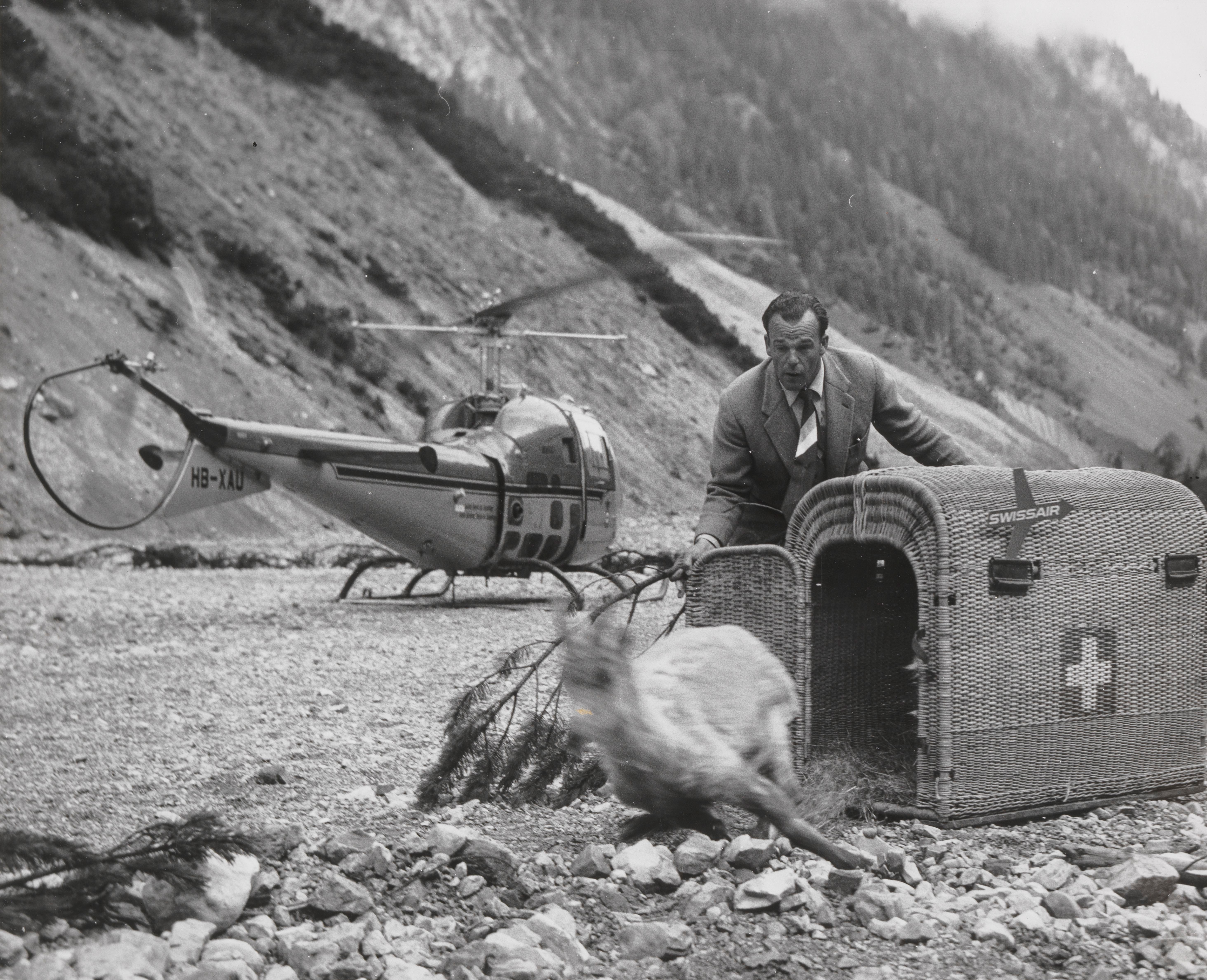
Hermann Geiger bei der Freilassung eines jungen Steinbocks im Raum Engadin oder Tirol, nach dem Transport im Helikopter HB-XAU, vermutlich 1958

Hermann Geiger (* 27. Oktober 1914 in Savièse; † 26. August 1966 in Sitten) war ein Walliser Rettungsflieger von Weltruf und Pionier des Gletscherflugs (Gletscherpilot). Er war einer der Erfinder einer Landetechnik für Schneehänge. Er gehörte im Jahre 1952 zu den Mitbegründern der Schweizerischen Rettungsflugwacht (Rega).

## Leben und Wirken

### Gletscheraviatik
Am Anfang der schweizerischen Gletscheraviatik steht – nach der frühen erfolgreichen Landung des Aviatikpioniers François Durafour mit seiner Caudron G-III auf dem Dôme du Goûter am 30. Juli 1921 und der Rettungsaktion auf dem Gauligletscher 1946 – die misslungene Landung des Piloten André Zehr mit seiner Piper auf dem Gletscher des Dôme du Goûter am 5. Oktober 1951. Zehr und sein Kamerad versuchten am Mont-Blanc-Massiv möglichst weit oben zu landen. Mitglied der Rettungskolonne war Hermann Geiger, der zu Fuss Ersatzteile für das Seitensteuer und einen neuen Holzpropeller im Rucksack den Berg hinauftrug, so dass das Flugzeug erfolgreich vom Gletscher starten konnte.
Ab dem Jahre 1951 führte Hermann Geiger mit seiner Piper PA-18 auf Initiative von Ulrich Imboden Transportflüge zur Rothornhütte auf 3198 m ü. M. und zur Mutthornhütte auf 2901 m ü. M. durch. Die Ware wurde entsprechend verpackt und zielgenau abgeworfen.  Neben der Mutthornhütte auf dem Kanderfirn (Alpetligletscher) auf einer Höhe von 2900 m ü. M. führte dann Hermann Geiger im Jahre 1952 auch seine erste gelungene Gletscherlandung durch.

### Rettungsfliegerei
Hermann Geiger führte im Hochgebirge über 600 Rettungseinsätze mit seiner einmotorigen Piper PA-18 durch, ab 1957 auch mit dem Helikopter. Insgesamt flog er rund 2'000 Rettungsaktionen. Weitere Flüge unternahm er zur Versorgung von Berghütten oder mit einer selbst konstruierten Abwurfvorrichtung für in strengen Wintern hungernde Wildtiere. Geiger war auch Mitglied bei der Segelfluggruppe Winterthur. 1966 verunglückte er tödlich, als er zusammen mit einer Flugschülerin bei der Landung mit einem Segelflugzeug zusammenstiess.

## Film und Buch
1958 spielte er sich selbst im halbdokumentarischen Schweizer Spielfilm SOS – Gletscherpilot (Regie: Victor Vicas). 1961 erschien in der Deutschen Buch-Gemeinschaft ein von ihm verfasstes Buch mit dem Titel Der Gletscherflieger, in dem er sein Leben und seine Flugerlebnisse schildert.
1967 erschien das Buch "In die Alpen mit Geiger" Text: Georges Gygax, Photographien: Yves Debraine; Verlag: Edita S.A., Lausanne.

## Auszeichnungen
- 1959: St. Gregor Ritterorden[6] überreicht durch Nuntius Testa, verliehen durch Papst Johannes XXIII.